# Faruka
Faruka é uma cidade do Paquistão localizada na província de Punjab.